# High Voltage (1976년 음반)
| 평가 점수                     | 평가 점수 |
| 출처                          | 점수      |
| ----------------------------- | --------- |
| Allmusic                      | [ 1 ]     |
| Blender                       | [ 2 ]     |
| The Rolling Stone Album Guide | [ 3 ]     |
| Rolling Stone                 | [ 4 ]     |
| Spin Alternative Record Guide | 4/10      |
| The Great Rock Discography    | 8/10      |
| Encyclopedia of Popular Music | [ 7 ]     |

《High Voltage》는 오스트레일리아의 하드 록 밴드 AC/DC의 첫 번째 국제적으로 발매된 스튜디오 음반이다. 이 음반에는 《High Voltage》와 《T.N.T.》 (1975년 두 음반 모두)의 첫 두 곡이 수록되어 있다.
원래 1976년 4월 30일, 애틀랜틱 레코드에, 1976년 5월 14일, 앳코 레코드에 국제적으로 발매된 이 《High Voltage》은 미국에서만 300만 대가 팔리는 등 인기를 입증했다. 그러나 처음에 이 음반은 《롤링 스톤》의 빌리 알트먼이 하드 록 장르에 대해 "사상 최저"라고 평한 리뷰를 포함, 일부 비평가들에 의해 공개되었다. 2003년 AC/DC 리마스터즈 시리즈의 일부로 다시 발매되었다.

## 대중 문화
랜디 커투어는 UFC 102에서 〈Live Wire〉라는 곡을 그의 입문곡으로 사용했다. 이 커버는 첫 시즌 동안 《코스비 가족 만세》 에피소드에서 보여졌다. 영화 《텔라데가 나이트: 리키 바비의 발라드》와 비디오 게임 《토니 호크 프로 스케이터 4》에 수록된 곡 〈T.N.T.〉가 주연을 맡았다.

## 곡 목록
모든 곡들은 특별한 언급이 없는 한 앵거스 영, 맬컴 영, 본 스콧에 의해 작사/작곡하였다.
| #  | 제목                                                        | 재생 시간 |
| -- | ----------------------------------------------------------- | --------- |
| 1. | 〈It's a Long Way to the Top (If You Wanna Rock 'n' Roll)〉 | 5:02      |
| 2. | 〈Rock 'n' Roll Singer〉                                    | 5:04      |
| 3. | 〈The Jack〉                                                | 5:53      |
| 4. | 〈Live Wire〉                                               | 5:50      |

| #  | 제목                            | 작사·작곡          | 재생 시간 |
| -- | ------------------------------- | ------------------ | --------- |
| 5. | 〈T.N.T.〉                      |                    | 3:35      |
| 6. | 〈Can I Sit Next to You, Girl〉 | 앵거스 영, 맬컴 영 | 4:12      |
| 7. | 〈Little Lover〉                |                    | 5:40      |
| 8. | 〈She's Got Balls〉             |                    | 4:52      |
| 9. | 〈High Voltage〉                |                    | 4:04      |

## 인증
| 국가                                                  | 인증        | 판매량/출하량 |
| ----------------------------------------------------- | ----------- | ------------- |
| 오스트레일리아 (ARIA)                                 | 5× 플래티넘 | 350,000^      |
| 프랑스 (SNEP)                                         | 골드        | 100,000*      |
| 독일 (BVMI)                                           | 골드        | 250,000^      |
| 스페인 (PROMUSICAE)                                   | 골드        | 50,000^       |
| 스위스 (IFPI 스위스)                                  | 플래티넘    | 50,000^       |
| 영국 (BPI)                                            | 골드        | 100,000^      |
| 미국 (RIAA)                                           | 3× 플래티넘 | 3,000,000^    |
| *판매량을 기반으로 한 인증 ^출하량을 기반으로 한 인증 |             |               |